# Tripelennamina
La  tripelennamina è un principio attivo, fa parte del gruppo degli antagonisti dei recettori H di prima generazione insieme alla clorciclizina,  difenidramina, mepiramina, prometazina, e altri. Venne scoperta da Carl Djerassi

## Effetti indesiderati
Fra gli effetti indesiderati si riscontra nausea, disturbi gastrointestinali, sonnolenza.